# Wang Wei
Wang Wei (født 1971 i Shanghai) er en kinesisk forretningsmand, milliardær, der er grundlægger og formand for pakkepostfirmaet SF Express. I februar 2017 blev selskabaet børsnotere. Postfirmaet havde da 117.000 ansatte og rådede over 35 fragtfly og 15.000 køretøjer. Efter børsnoteringen ansloges Wang Weis personlige formue at andrage 187 mia kr., hvilket på det tidspunkt gjorde ham til Kinas tredjerigeste person.